# دين جاكسون
دين جاكسون هو لاعب هوكي الجليد كندي، ولد في 17 مايو 1970 في كاستليغار في كندا.

## وصلات خارجية
- دين جاكسون على موقع دوري الهوكي الوطني (الإنجليزية)
- دين جاكسون على موقع EliteProspects.com (الإنجليزية)
- دين جاكسون على موقع HockeyDB.com (الإنجليزية)
- دين جاكسون على موقع Hockey-Reference.com (الإنجليزية)